# Rhynchosia calycina
Rhynchosia calycina är en ärtväxtart som beskrevs av Ernst Meyer. Rhynchosia calycina ingår i släktet Rhynchosia och familjen ärtväxter. Inga underarter finns listade i Catalogue of Life.